# Allocosa retenta
Allocosa retenta är en spindelart som först beskrevs av Willis J. Gertsch och Wallace 1935.  Allocosa retenta ingår i släktet Allocosa och familjen vargspindlar. Inga underarter finns listade i Catalogue of Life.